# Mustafa Alkayış
Mustafa Alkayış (* 1972 in Adıyaman) ist ein türkischer Politiker der Adalet ve Kalkınma Partisi (AKP), der seit 2023 Mitglied der Großen Nationalversammlung (TBMM) ist.

## Leben
Mustafa Alkayış, Sohn von Mahmut Alkayış und dessen Ehefrau Fatma Alkayış, begann nach dem Besuch der Grund-, Sekundar- und Oberschule in Adıyaman ein Studium an der juristischen Fakultät der Marmara-Universität (Marmara Üniversitesi), welches er 1995 beendete. Nach seiner anwaltlichen Zulassung war er viele Jahre als freiberuflicher Rechtsanwalt tätig. Sein politisches Engagement begann er als Vorsitzender der 1997 gegründeten Tugendpartei FP (Fazilet Partisi) in der Provinz Adıyaman und war anschließend Vorsitzender der 2001 gegründeten Partei der Glückseligkeit (Saadet Partisi) in dieser Provinz. Er war ferner Vorsitzender der Partei der Volksstimme HAS (Halkın Sesi Partisi) und wurde schließlich 2017 Vorsitzender der AKP im Zentralbezirk der Provinz Adıyaman. Er absolvierte ferner ein postgraduales Studium an der Fakultät für Sozialpädagogik an der Universität Adıyaman (Adıyaman Üniversitesi), welches er 2019 mit der Arbeit „Ortaokul Seçmeli Hukuk ve Adalet Dersi Öğretim Programı ve Uygulamasının Öğrenci ve Öğretmen Görüşlerine Göre Değerlendirilmesi“ über die Bewertung des Lehrplans und der Praxis des Wahlfachs Recht und Justiz an weiterführenden Schulen nach Meinung von Schülern und Lehrern mit einem Master abschloss.
Bei der Parlamentswahl am 14. Mai 2023 wurde Alkayış für die AKP für die Provinz Adıyaman erstmals zum Mitglied der Großen Nationalversammlung TBMM (Türkiye Büyük Millet Meclisi) gewählt und gehört dieser seither an. In der aktuellen 28. Legislaturperiode ist er seit dem 3. Juni 2023 Mitglied der Kommission für Menschenrechte (İnsan Haklarını İnceleme Komisyonu).
Alkayış ist verheiratet und hat vier Kinder.